# Dennis vs Valerio
Dennis vs Valerio was een Nederlands spelprogramma van BNN uit 2009. Dennis Storm en Valerio Zeno strijden tegen elkaar om wie de echte man is. In acht afleveringen dienden de twee heren elkaar af te troeven in opdrachten als het spelen van een eerstejaars student in Delft en het verleiden van zo veel mogelijk vrouwen. In een nipte overwinning van 5 tegen 4 bleek Dennis Storm uiteindelijk het meest "een echte man".

## Afleveringen
Aflevering 1 (5 april 2009)
- Opdracht: Wie is het beste met auto's?
- Kijkcijfers: 421.000
- Verloop: Dennis en Valerio moesten opnieuw hun rijexamen afleggen, een auto kopen en oppimpen, en racen als afsluitende opdracht
- Winnaar: Dennis (1-0)

Aflevering 2 (12 april 2009)
- Opdracht: Wie is de beste casanova?
- Kijkcijfers: 432.000
- Verloop: Dennis en Valerio moeten eerst door een quiz (waarbij de stemmen verdraaid zijn en ze niet zichtbaar) zijn zo veel mogelijk vrouwen voor zichzelf winnen. Daarna moeten ze een vrouwenkalender maken en ten slotte de mooiste date organiseren.
- Winnaar: Valerio (1-1)

Aflevering 3 (19 april 2009)
- Opdracht: Wie heeft meeste humor?
- Kijkcijfers: 318.000
- Verloop: Eerst moeten Dennis en Valerio elkaar aan het lachen maken, dan een mini-aflevering van De Lama's spelen en als laatste een clownsact neerzetten in het Russische staatscircus.
- Winnaar: Valerio (1-2)

Aflevering 4 (26 april 2009)
- Opdracht: Wie is de beste feut?
- Kijkcijfers: 440.000
- Verloop: Eerst moeten de mannen binnen anderhalf uur allebei een aparte kamer opruimen van een studentenhuis in Delft, daarna bierspelletjes spelen en ten slotte worden ze gedropt in de Belgische Ardennen met een bok en moeten ze, zonder geld en ID terug naar Delft komen.
- Winnaar: Dennis (2-2)

Aflevering 5 (3 mei 2009)
- Opdracht: Wie is de beste moderne man?
- Kijkcijfers: 381.000
- Verloop: Wie is de modernste man?||Eerst moeten ze voor peuterleider spelen, dan moeten ze het opnemen tegen een vrouwenrugbyteam en als laatste moeten ze een serenade brengen aan zangeres Do.
- Winnaar: Dennis (3-2)

Aflevering 6 (10 mei 2009)
- Opdracht: Wie is het handigst?
- Kijkcijfers: 477.000
- Verloop: Eerst worden ze gedumpt op een eiland met een enorme schroothoop en moeten ze zelf een vlot bouwen om eraf te komen. Daarna leren ze de fijne kneepjes van het pottenbakken en als laatste vechten ze in een studentenhuis uit wie de beste binnenhuisarchitect is.
- Winnaar: Valerio (3-3)

Aflevering 7 (17 mei 2009)
- Opdracht: Wie is de beste kostwinner?
- Kijkcijfers: 508.000
- Verloop: Boerenknechtje spelen, seksartikelen verkopen op een seksparty en zakenmannetje spelen.
- Winnaar: Dennis (4-3)
- WeBstrijd: Als gevolg van een online competitie kreeg Valerio een extra punt, hierdoor stond het 4-4

Aflevering 8 (24 mei 2009)
- Opdracht: Wie is de beste James Bond?
- Kijkcijfers: 414.000
- Verloop: Halsbrekende stunts uit een speedboot, dames in nood redden en een geheime spionageopdracht uitvoeren.
- Winnaar: Dennis (5-4)

## Webstrijd
Dit werd uitgevoerd op de website van BNN. Vandaar de naam webstrijd. Het is de bedoeling dat de kijker stemt op degene die de opdracht het best heeft gedaan. Wie op het einde de meeste opdrachten heeft gewonnen, krijgt een extra punt.
Duel 1
- Opdracht: Wie heeft de beste openingszin?
- Winnaar: Dennis.
- Stand: 1-0

Duel 2
- Opdracht: Wie spreekt het beste een pornofilm in?
- Winnaar: Valerio.
- Stand: 1-1

Duel 3
- Opdracht: Wie maakt de leukste ballondieren?
- Winnaar: Valerio.
- Stand: 1-2

Duel 4
- Opdracht: Wie maakt het beste culinaire hoogstandje?!
- Winnaar: Dennis
- Stand: 2-2

Duel 4
- Opdracht: Wie weet met een berg rampkleren zijn vriendin het mooist aan te kleden?
- Winnaar: Valerio
- Stand: 2-3

Duel 6
- Opdracht: Wie is het handigst en bouwt het mooiste hondenhok?
- Winnaar: Valerio
- Stand: 2-4

Duel 7
- Opdracht: Wie maakt de vetste muurschildering in het nieuwe kantoor van de hoofdredacteur?
- Winnaar: Valerio
- Eindstand: 2-5

Duel 8
- Opdracht: Wie is de echte James Bond?
- Winnaar: Dennis
- Eindstand: 3-5